# ويليام بي فوستر
ويليام بي فوستر (بالإنجليزية: William P. Foster)‏ هو قائد فرقة ‏ وملحن أمريكي، ولد في 25 أغسطس 1919 في كانساس سيتي في الولايات المتحدة، وتوفي في 28 أغسطس 2010 في تالاهاسي في الولايات المتحدة.